# El círculo secreto
El círculo secreto es un libro de prólogos del escritor argentino Jorge Luis Borges. Fue publicado por  Emecé en 2003.
Se trata de una recopilación de los prólogos de Borges que no fueron incorporados a Prólogos con un prólogo de prólogos, Biblioteca personal y Prólogos de La Biblioteca de Babel. Los textos de esta edición tampoco formaron parte de sus Obras completas por decisión de Borges.
El círculo secreto está compuesto por setenta y ocho prólogos, en general breves, que fueron publicados entre los años 1957 y 1985. Los temas que tratan son diversos: Ryunosuke Akutagawa, Emilio Villalba Welsh, Rubén Darío, Oscar Wilde, el gaucho, un catálogo de libros españoles, caballos (textos que acompañan acuarelas de Juan Carlos Castagnino), la fotografía, etc.